# Ebba Hult De Geer
Pour les articles homonymes, voir Geer.
Ebba Hult de Geer, née le 2 juin 1882 à Blekinge et morte le 28 juillet 1969 à Stockholm, est une géologue suédoise connue pour son développement de la géochronologie de la Suède.

## Biographie
Ebba Hult est née dans la paroisse de Rödeby à Blekinge. Elle est la sœur de la peintre Hildur Hult.
Diplômée de la Anna Sandströms högre lärarinneseminarium (sv) (1902), elle devient enseignante à Risbergska à Örebro (1902-1904), puis à la Whitlockska samskolan à Stockholm (1904-1907). Elle étudie à l'Université de Stockholm de 1906 à 1908. Elle est assistante de recherche et secrétaire de Gerard de Geer (1858-1943) qu'elle épouse en 1908,. 
Après la mort de son mari en 1943, elle devient le directeur de l'Institut de géochronologie de l'université de Stockholm.

## Travaux
Chercheuse en géochronologie, elle utilise l'argile varvée des lacs glaciaires comme preuve de climats anciens (paléoclimatologie) et étudie des dépôts similaires dans le monde entier pour établir une histoire climatique mondiale,.

## Publications
- 1935 : Dating of Prehistoric Bulwark
- 1936 : Jahresringe und Jahrestemperatur
- 1936 : Biochronology, Édimbourg
- 1938 : Raknehaugen
- 1942 : Den planetariska varvfysiken
- 1951 : De Geer’s Chronology Confirmed by Radiocarbon, C 14
- 1951 : Conclusions from C 14 and De Geer's Chronology
- 1953 : La Varve Zéro et les drainages successifs finaux du Grand Lac de barrage central du Jämtland
- 1956 : Planetary Geochronology
- 1956 : Orographie et glaciation dans la Vallée Baltique
- 1957 : Les bords glaciaires de 7500 BC en Amérique du Nord et la période de 550 ans retrouvée en Suède
- 1957 : Old and New Datings of Swedish Ice Lakes and the Thermals of Bölling and Alleröd
- 1957 : La déglaciation d’Uppland-Åland… avec une analyse orographique
- 1958 : Till Gerard De Geers minne
- 1959 : Det rätta nollåret
- 1962 : G. De Geer’s Chronology
- 1962 : Übersicht der Würmdeglaziation
- 1963 : De Geer’s Part in Exploring the Baltic Sea

## Hommage
- Le glacier Ebba a été nommé en son honneur[6].